# Iaia Angeleta
Àngela Coromina Roca, coneguda com la Iaia Angeleta   (Molí de Galobardes, 14 de febrer de 1931) i afectuosament com a Angeleta Coromina Roca, és una àvia instagramer catalana.
Nascuda l'any 1931 al Molí de Galobardes de Prats de Lluçanès, va viure-hi fins que es va casar a vint anys. Després, es va traslladar a Llofrens, una caseta de Santa Maria de Merlès (Berguedà), i posteriorment a una de les masoveries del Grau, a Lluçà. Finalment, en deixar l'ofici de la pagesia, ella i el seu marit van decidir traslladar-se a Roda de Ter, on Coromina es va dedicar a treballar a la fàbrica tèxtil Tecla Sala fins que es va jubilar; és on viuen actualment. A noranta-dos anys, el 29 d'abril de 2023, el seu net Jordi va proposar-li obrir un compte a Instagram amb el nom de “Iaia Angeleta” (@iaiaangeleta) per a donar visibilitat i reconeixement a la gent gran. En menys d'un any, Coromina va aconseguir-hi cent mil seguidors.